# Köy

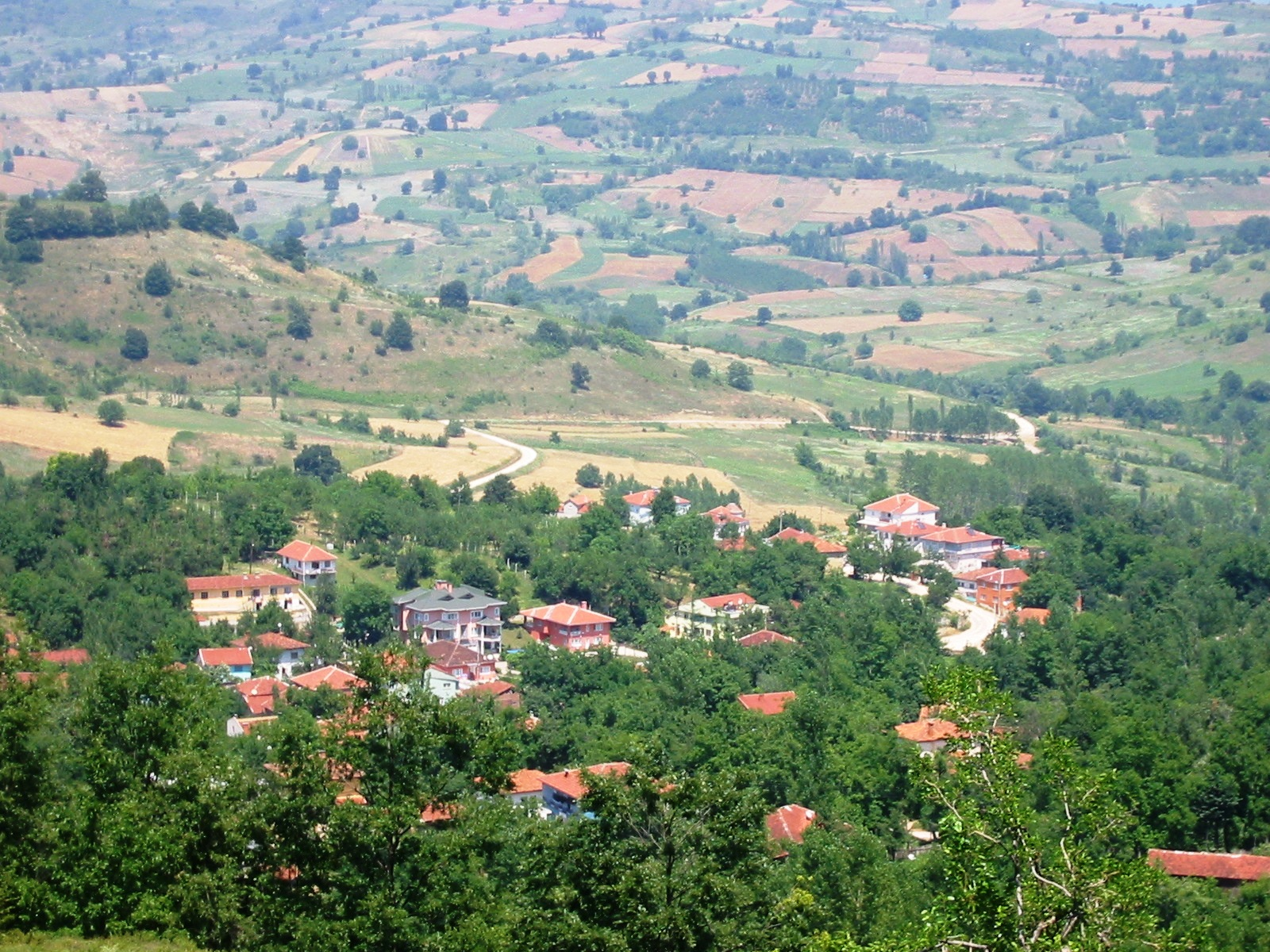
Hayriye, köy del distrito de İnegöl en la provincia de Bursa.

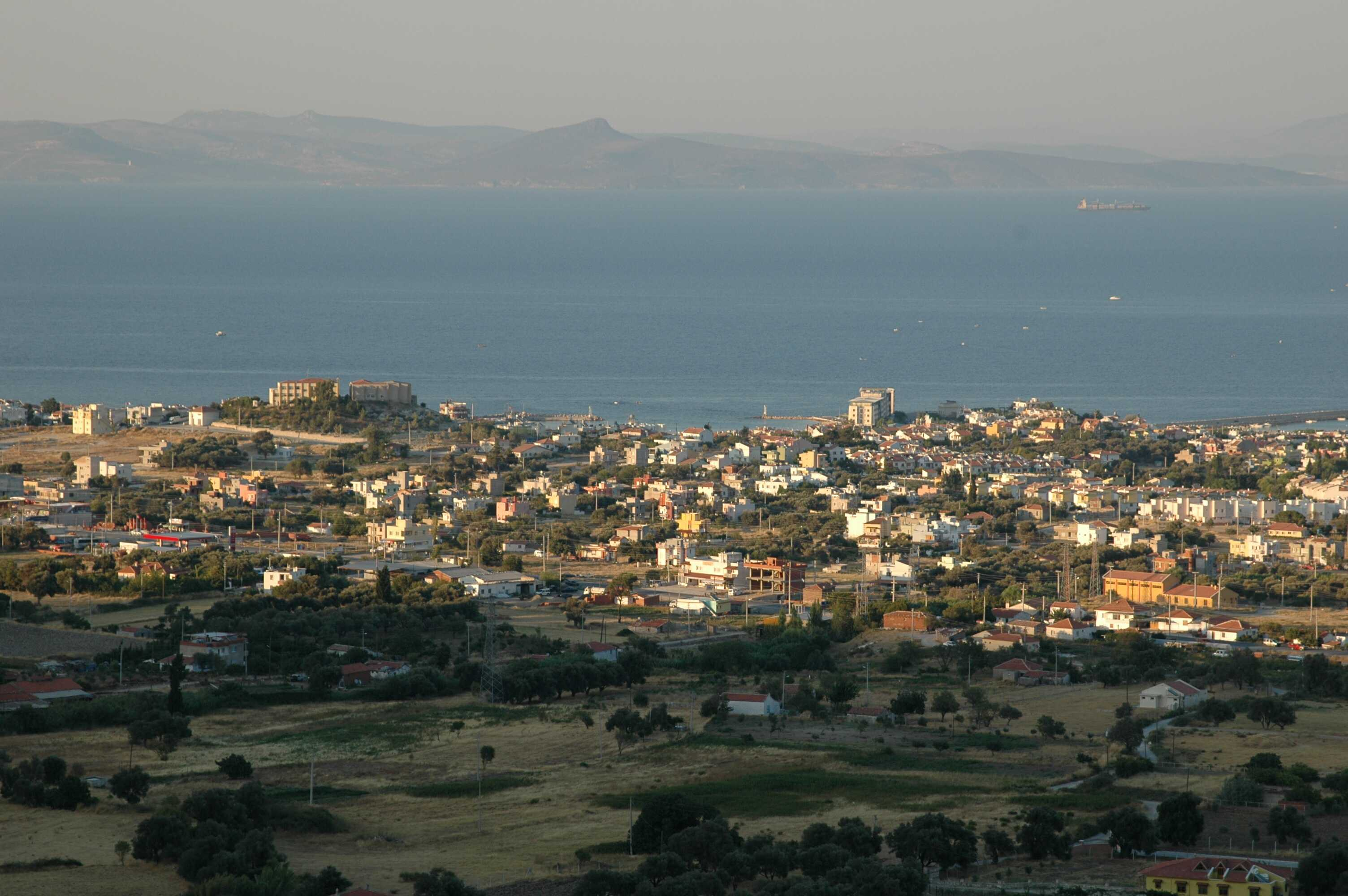
Mordoğan, pueblo del distrito de Karaburun en la provincia de Esmirna.

Un köy, es una palabra turca que significa pueblo o aldea (localidad rural). En la época otomana, se decía karye.

## Sistema administrativo turco
Köy es el nombre oficial de una localidad rural en Turquía con menos de 2.000 habitantes. Las poblaciones de entre 2.000 y 20.000 habitantes se denominan belde (pequeña ciudad o pueblo) y las superiores a esta, se denominan şehir (ciudad). 
Aunque la población sea inferior a dos mil habitantes, se considerarán ciudades los núcleos de pueblos que tengan organización municipal. Constituyen un pueblo las personas que viven en casas colectivas o dispersas, que tienen una mezquita, una escuela, un pasto, una dehesa, un monte bajo, etc.
Las 51 provincias regulares de Turquía y las 30 de nivel de municipios metropolitanos se dividen en distritos. Una reforma de 2013 convirtió los 16.803 köys de los municipios metropolitanos en barrios (en turco: mahalle) de los distritos.
El Estado está representado en las aldeas por el jefe de aldea (muhtar). Está asesorado por el llamado Consejo de ancianos (ihtiyarlar meclisi), un organismo elegido que se complementa con el imán y el maestro de la escuela.
Se puede obligar a los aldeanos a realizar trabajo comunitario (imece) que puede utilizarse para construir carreteras, escuelas o alcantarillas. También se puede imponer un impuesto municipal (salma) previa resolución del Consejo de ancianos.
En 1959, el 65,6% de la población turca vivía en köys, frente a cerca del 29% en 2008. En 2023 había 18.277 köys y 32.261 barrios en Turquía.

## Subdistritos abolidos
Durante los primeros años de la República Turca, se habían establecido subdistritos llamados bucak para las aldeas de zonas remotas. El centro del subdistrito se elegía como uno de ellos. Los últimos bucak se suprimieron en 2014.